# الحجرية (الجيش العباسي)
الحُجَريَّة، كانوا فيلق خيالة النخبة الذي كان أحد المكونات الرئيسية للجيش العبَّاسي، تم إنشاؤه قُرابة عام 900 حتى تم حلَّهُم في 936 م.

## أصل التسمية
الحُجَريَّة هو اسم مشتق من كلمة "الحُجرة" بمعنى الغُرفة. ويشير إلى القُوات المُتدربة والمُقيمة في أو بالقرب من قصر الخليفة وغرفه.

## التأسيس
تأسست الوحدة على يد الخليفة أحمد المُعتضد بالله(حكم من 892 حتى 902 م) والذين كانوا في الأصل عبيدًا عسكريين من المملوكين والغُلمان تم وضعهم تحت تدريب المعلمين الخصيين وتم إبقاؤهم تحت إشراف دقيق، ولم يُسمح لهم بالخروج من القصر إلا بصحبة معلميهم. قاتل الحُجريَّة بشكل رئيسي كرماة على ظهر الخيل.

## الدور والتاريخ
تم ذكرهم لأول مرة في عام 900، حيث شكلوا قوة الفرسان الرئيسية للجيش العباسي في القرن العاشر الميلادي. وعلى الرغم من براعتهم العسكرية، نادرًا ما يتم تسجيلهم على أنهم يشاركون في الحملات أو في الحاميات الإقليميَّة، حيث قضوا معظم وقتهم في بغداد، حيث خدموا ظاهريًا كحراس للخليفة، ولكن في كثير من الأحيان كانوا يعملون كقاعدة قوة للجنرالات الطموحين. أحد الاستثناءات الملحوظة هو تعبئتهم لمواجهة غزو القرامطة للعراق عام 927، لكنهم لم يشاركوا في القتال.
وبوفاة الخليفة المعتضد عام 902، أصبحوا قوة كبيرة، كما قام الخليفة عليُّ المُكتفي بالله (حكم من 902 حتى 908 م) بزيادة رواتبهم لضمان ولائهم، خاصة أنه تحرك لعزل القائد الأعلى آنذاك، بدر المُعتضدي. وبحسب السجلات الباقية، حصل كبار أعضاء الفيلق على 16 دينارًا ذهبيًا، بينما حصل الصغار على 12. وظلوا جوهر الجيوش العباسية في عهد الخليفة جعفر المقتدر بالله (حكم من 908 حتى 932 م)، وغالبًا ما يتم تسجيلهم آنذاك على كثرة أعمال الشغب من قبلهم للمطالبة بزيادة الرواتب والتدخل في سياسة البلاط العباسي. وبحلول عام 927، بلغ عددهم حوالي 12 ألف مُقاتل، وتمكنوا من تدمير منافسيهم ومنافسيهم منذ فترة طويلة على الموارد المالية الشحيحة للخلافة، حيث فيلق مشاة الأكثر عددًا.

## الحل
انخرطت الحُجريَّة في كثير من الاضطرابات التي حصلت في عهد المُقتدر بالله، فقد أصبحوا أكثر نشاطًا في سياسات البلاط بعد الإطاحة بالمقتدر، وخلع الخليفة مُحمَّد القاهر بالله عام 934 م. ونتيجة لذلك، قرر المسؤول المُتنفذ محمد بن رائق القضاء عليهم عام 936. حيث قام عليهم بحيلة، فأمروا بمرافقة الخليفة مُحمَّد الرَّاضي بالله إلى واسط . وبمجرد وصولهم إليها، تم حشدهم وطرد غير الصالحين للخدمة ("المتطفلون والبدائل والنساء والتجار واللاجئون"). أثار هذا انتفاضة، ولكن بعد معركة دامية مع الجيش العبَّاسي بقيادة ابن رائق، هُزمت الحُجريَّة وتكبدت خسائر فادحة في الأرواح. وتمت ملاحقة فلولهم والهجوم عليها حتى في بغداد، حيث تم نهب أحياءهم وإحراقها. ونجا عدد قليل من الفيلق، بل وانضم البعض إلى ابن رائق، لكن تم الحُجريَّة تدمَّر كفيلق. وبنهايتهم، تهلك آخر مجموعة من القوات التي كانت لا تزال موالية للخُلفاء العبَّاسيُّون، مما فتح الطريق لتأسيس ابن رائق وغيره من القادة العسكريين من بعده، كشبه دكتاتوريين على خليفة دمية لا حول له ولا قوة وكان من أسباب سقوط بغداد على يد بني بُويه الشيعة بحلول عام 946 م ودخول الخلافة العبَّاسيَّة في مرحلة جديدة من الضَّعف آنذاك.